# Lexar

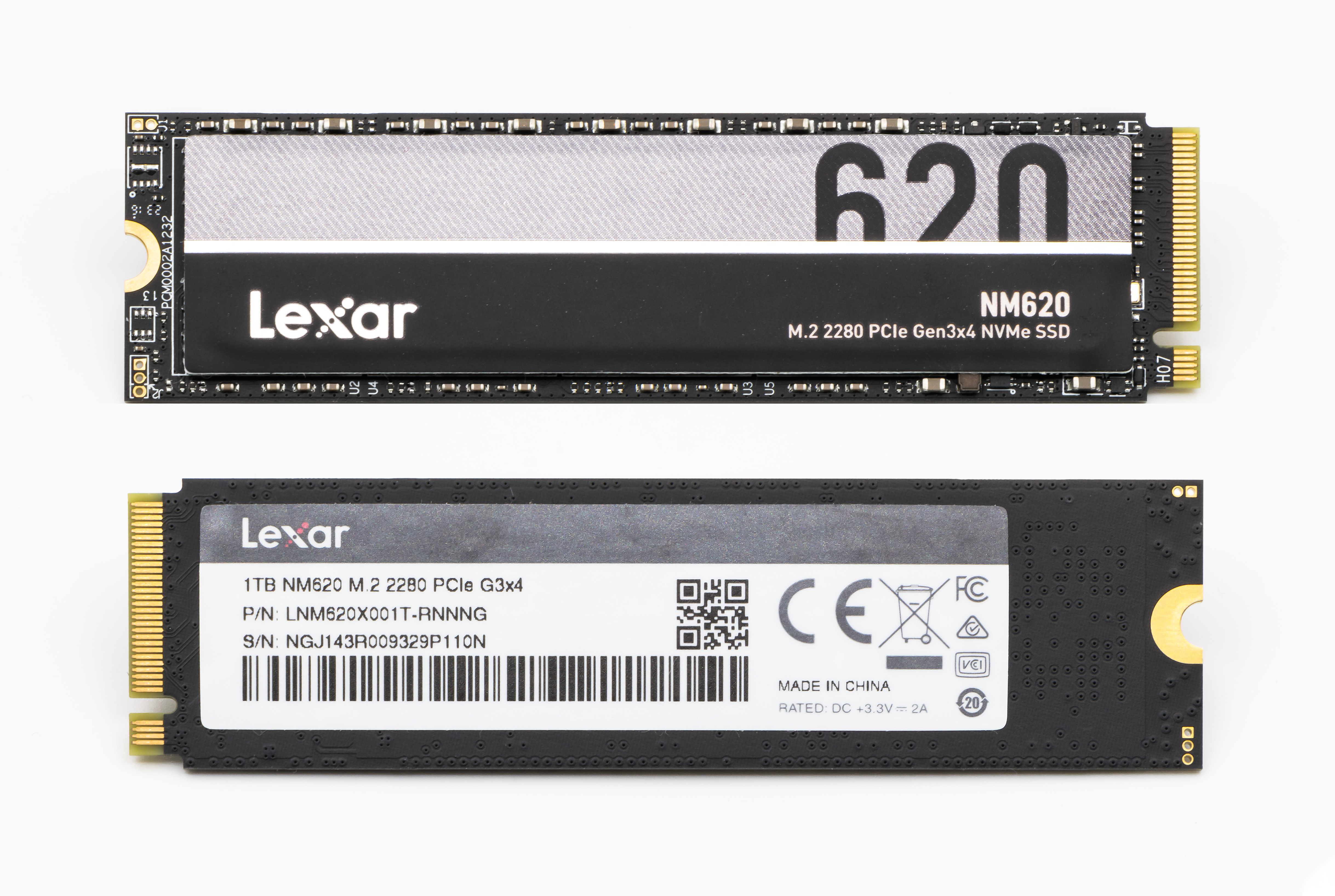
Napęd SSD M.2 Lexar NM620 1TB

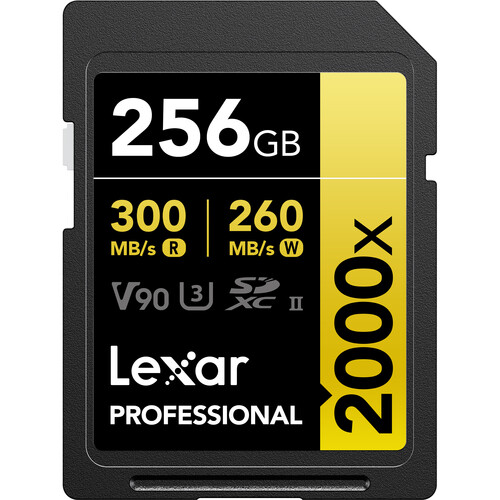
Karta SD Lexar Professional 128GB

Lexar Media, Inc. – amerykańskie przedsiębiorstwo elektroniczne oraz marka kart pamięci, pamięci przenośnych, czytników kart pamięci i pokrewnych urządzeń. Przedsiębiorstwo powstało w 1996 roku. 
W 2006 roku firma została zakupiona przez Micron Technology, wchodząc w skład grupy Crucial jako Lexar Media. W 2017 roku prawa do marki zostały odsprzedane chińskiej firmie Longsys. 
Na początku 2019 r. Lexar wprowadził do sprzedaży pierwszą kartę SD o pojemności 1 TB. 